# Верхньоланнівська сільська рада
Верхньоланнівська сільська рада — колишній орган місцевого самоврядування у Карлівському районі Полтавської області з центром у селі Верхня Ланна.

## Населені пункти
Сільраді були підпорядковані населені пункти:
- c. Верхня Ланна
- с. Редути
- с. Холодне Плесо